# Oleh Yutgof
Oleh Volodymyrovyč Yutgof (in ucraino Олег Володимирович Утгоф?, nella traslitterazione anglosassone: Alec Utgoff; Kiev, 1º marzo 1986) è un attore ucraino naturalizzato britannico.

## Biografia
Nasce e cresce a Kiev, nella RSS Ucraina, da padre cardiochirurgo russo di Crimea e madre osseta. I genitori lo mandano a studiare in Inghilterra assieme al fratello all'età di 11 anni, rimanendo a Kiev per investire tutto nell'educazione dei figli. Yutgof decide di diventare un attore dopo aver recitato in diversi spettacoli teatrali alle superiori e si iscrive al Drama Centre London.
Durante il suo ultimo anno al Drama Centre, ottiene una piccola parte nel film The Tourist, con Johnny Depp e Angelina Jolie, per poi interpretare sempre nel 2010 un altro cattivo in un episodio della serie Spooks. Dopo la laurea, si trasferisce da Portsmouth a Londra, continuando a lavorare nel cinema e nella televisione inglese. Recita in World War Z (2013), ma la sua parte viene tagliata in fase di montaggio. Ha poi dei ruoli secondari in produzioni internazionali quali Jack Ryan - L'iniziazione, San Andreas e Mission: Impossible - Rogue Nation.
Nel 2019 si fa notare interpretando lo scienziato sovietico Alexei nella terza stagione della serie televisiva statunitense Stranger Things. Yutgof, che ha rinunciato a un ruolo nella miniserie Chernobyl per recitarvi, ha dichiarato di essere rimasto sorpreso dal successo riscontrato dal personaggio tra il pubblico e di essere soddisfatto che questo non fosse il solito «russo cattivo» che aveva già interpretato molte volte.

## Filmografia

### Cinema
- The Tourist, regia di Florian Henckel von Donnersmarck (2010)
- The Seasoning House, regia di Paul Hyett (2012)
- Common People, regia di Stewart Alexander e Kerry Skinner (2013)
- Outpost: Rise of the Spetsnaz, regia di Kieran Parker (2013)
- Jack Ryan - L'iniziazione (Jack Ryan: Shadow Recruit), regia di Kenneth Branagh (2014)
- Mortdecai, regia di David Koepp (2015)
- San Andreas, regia di Brad Peyton (2015)
- Mission: Impossible - Rogue Nation, regia di Christopher McQuarrie (2015)
- Il traditore tipo (Our Kind of Traitor), regia di Susanna White (2016)
- Non cadrà più la neve (Śniegu już nigdy nie będzie), regia di Małgorzata Szumowska e Michał Englert (2020)

### Televisione
- Spooks – serie TV, episodio 9x06 (2010)
- Legacy – film TV, regia di Pete Travis (2013)
- The Wrong Mans – serie TV, 6 episodi (2013-2014)
- River – miniserie TV, 1 puntata (2015)
- New Blood – serie TV, episodi 1x04-1x05 (2016)
- Power Monkeys – serie TV, 6 episodi (2016)
- Stranger Things – serie TV, 4 episodi (2019)
- Dracula – miniserie TV, 1 puntata (2020)
- Progetto Lazarus (The Lazarus Project) – serie TV, episodi 1x05-1x06-1x07 (2022)
- Slow Horses – serie TV, 4 episodi (2022)